# Industria Conectada 4.0
Industria Conectada 4.0 (IC 4.0) es un plan de acción estratégico desarrollado por el Gobierno de España para responder a los crecientes desafíos de globalización, exigencia y competitividad de los mercados mediante el impulso de la transformación digital de la industria española a través de la actuación conjunta y coordinada del sector público y empresarial.
La estrategia, impulsada desde 2015 por la Secretaría General de Industria y de la PYME del Ministerio de Industria, Comercio y Turismo, tiene como objetivos fundamentales incrementar el valor añadido industrial y el empleo cualificado en el mercado, favorecer un modelo propio para la industria del futuro mediante el desarrollo de la oferta local de soluciones digitales y el fomento de ventajas competitivas diferenciales para apoyar la industria española e impulsar sus exportaciones. El plan, de cuatro líneas de actuación, está desarrollado en torno a ocho componentes de Industria 4.0 (considerados áreas estratégicas), donde los habilitadores digitales juegan un papel crucial (desafíos principales y requisitos competitivos).
La Industria Conectada 4.0 es el resultado de un proceso participativo, en el que los sectores público y privado analizaron los retos de la industria ante esta cuarta revolución industrial y avanzaron el contenido de la estrategia que ha de acompañar la transformación de la empresa industrial hacia su digitalización.

## Particularidades
La IC 4.0 facilita la interacción entre todos los agentes que forman parte del ecosistema de una red. El tratamiento de los datos a tiempo real hace que tanto las organizaciones como el resto de los agentes que forman el ecosistema (proveedores, clientes, inversores, etc.) logren ganar en proactividad y ser más predictivos tanto en las cadenas de suministro y los canales de distribución y atención al cliente.
Se trata de una estrategia muy completa, que abarca todos los ámbitos de la Industria 4.0 desde la formación a la adaptación del marco regulatorio a la realidad digital. Así, por ejemplo, para incrementar la sensibilización y la concienciación de la industria española, se ha lanzado un portal Web que informa de las actuaciones de la Secretaría General en el ámbito de la Industria 4.0. Del mismo modo, se han elaborado una veintena de vídeos formativos sobre los distintos aspectos relacionados con este proceso, y algunos vídeos promocionales del programa piloto de asesoramiento - Activa Industria 4.0.
En particular se tiene como objetivo apoyar la incorporación de conocimientos, tecnologías e innovaciones destinadas a la digitalización de los procesos y a la creación de productos y servicios tecnológicamente avanzados y de mayor valor añadido en las empresas industriales.
| Fortalezas - Un foco especial en las PYMEs y las Microempresas, que incluye la financiación en forma de préstamos reembolsables como un innovador aliciente para el mercado - El Estado como impulsor estratégico y un garante financiero - Reproducibilidad / repetibilidad de la colaboración Estado-Sector privado a una escala menor | Debilidades - Según la UE, la implantación del plan y la definición de objetivos dejan demasiado margen de maniobra para los habilitadores digitales.                                             |
| Oportunidades - Aumentando la visibilidad de las aportaciones a destinatarios y grupos objetivo podría generar una cadena de reacción en las empresas | Amenazas - Insuficientes perspectivas de mejora/ampliación (scale up) de los actores del sector privado - Un enfoque Top-down puede desatender la escala completa de las necesidades de las PYMEs |

### Ayudas y subvenciones
Para el año 2016 el Gobierno español había asignado 97.5 millones de Euros en préstamos para proyectos de innovación e investigación, teniendo como destinatarios clave las iniciativas empresariales, y otros 68 millones de Euros (en concepto de préstamos y de ayuda directa) para empresas de base tecnológica, más 10 millones de Euros para aglomeraciones (clusters) de innovadores.
Esta actuación persigue el apoyo a proyectos que promuevan la transformación digital de las empresas industriales, complementando de esta forma los esfuerzos empresariales destinados a conseguir su evolución a la economía digital. Se apoyarán proyectos de investigación industrial, proyectos de desarrollo experimental, así como proyectos de innovación en materia de organización y procesos.